# 確証
《確証》（日语：確証）是日本作家今野敏所編著的小說作品，以警察為題材，於2012年7月由雙葉社發行。台灣中文版由春天出版於2016年7月發行。小說於2013年春季被改編為電視連續劇《確証～警視廳搜查3課》。

## 概要
主角萩尾秀一是隸屬於警視廳搜查3課的資深刑警。搜查3課是負責調查爆竊、扒竊等偷竊案件的部門。他跟部下女刑警武田秋穗組成拍檔，調查案件。故事中除了搜查3課外，也會有來自搜查1課的刑警、為主角提供情報的竊賊等角色登場。
作者今野敏表示，寫這本書的想法，是由於以刑警為主角的小說多涉殺人、搶劫、暴力等暴力犯罪案件，以偷竊為主的似乎很少。另外，他說暴力罪犯多為外行人，而偷竊犯則會有慣犯。他覺得專業的慣犯跟刑警之間的攻防戰應該會很有趣。此外，由於作者想多寫主角在職業上的表現，因此並未留有篇幅描寫主角的私生活。

## 電視劇
《確証～警視廳搜查3課》（日语：確証〜警視庁捜査3課）在2013年4月15日至6月24日期間於TBS電視台播放，由高橋克實和榮倉奈奈主演。這次是高橋克實初次主演民放電視劇。
TBS電視台為了擴闊觀眾年齡層，創立了專門播放懸疑劇的週一懸疑劇院時段。《確証》是這個時段的第一部電視劇。另外，在TBS的8點檔，亦曾播放以今野敏的安積班系列改編的電視劇系列，合共有六季。
《確証》跟原著一樣，以警視廳搜查3課為舞台，精於偷竊案的資深刑警和比他小很多的新人女刑警組成拍檔，調查搶劫殺人案等案件。劇中也描寫了主角他們跟精英集團搜查1課之間的衝突。

### 角色列表

#### 搜查3課5係
- 萩尾秀一：高橋克實

警部補。資深刑警，調查偷竊案已有21年，以調查作案手法來查案聞名。雖然憑觀察作案手法就已經大致了解狀況，但基於自身的秘密主義，總是推說「沒有確鑿的證據」（確証がない）而且守口如瓶。有一名常常住院的妻子。
- 武田秋穗：榮倉奈奈

巡查部長。從生活安全課調至搜查3課的新人女刑警，但其實志願是搜查1課。跑得很快，擅於繪畫。
- 豬野勝也：山本龍二

警部。搜查3課5係係長。

#### 搜查1課
- 菅井直隆：設樂統（香蕉人）

警部補。看不慣萩尾的調查方法，視他為對手。
- 苅田浩：松田悟志

巡査部長。菅井的部下。
- 田端守雄：角野卓造

搜查1課課長。警視正。

#### 警察相關人士
- 小渕貴大：柳下大
- 桑名光：中村靖日

#### 清風宿舍
- 友坂美奈代：黑川智花
- ：西尾麻里
- 弓田英子：飯沼千惠子
- 上村早苗：鷲尾真知子

#### 其他
- 福田大吉：泉谷茂

已經金盆洗手的盜賊，人稱「鍵福」，是個開鎖的專家。萩尾的熟人，常向萩尾提供盜賊世界內的資訊。
- ：中嶋朋子

萩尾的妻子，跟他感情很好。因病常常住院。

### 集數列表
| 集數                                                     | 播出日期 | 標題                                                        | 編劇       | 導演       | 收視率 |
| -------------------------------------------------------- | -------- | ----------------------------------------------------------- | ---------- | ---------- | ------ |
| 1                                                        | 4月15日  | 保險箱和屍體是多餘的——專業VS專業的頭腦戰 （金庫と死体が余計だ−プロvsプロの頭脳戦!）               | 森下直     | 吉田健     | 10.9%  |
| 2                                                        | 4月22日  | 3課的作風——想取回的重要事物 （3課の流儀−取り戻したい大切なもの）                            | 森下直     | 吉田健     | 9.5%   |
| 3                                                        | 4月29日  | 雙重密室——想記住的關係和眼淚 （二重の密室−覚えていたい絆と涙）                           | 武田有起   | 竹村謙太郎 | 9.6%   |
| 4                                                        | 5月6日   | 黑蛇——女賊的陷阱 （黒い蛇−女泥棒の罠）                                       | 森下直     | 吉田健     | 9.5%   |
| 5                                                        | 5月13日  | 緊急召集！去逮捕持槍犯人！奇怪的人質？ （緊急招集! 拳銃立てこもり犯を逮捕せよ! 奇妙な人質!?）                 | 松本美弥子 | 竹村謙太郎 | 10.0%  |
| 6                                                        | 5月20日  | 時間限制為兩小時！拯救女孩的性命！ （タイムリミットは2時間! 少女の命を救え!）                     | 松本美弥子 | 竹村謙太郎 | 10.6%  |
| 7                                                        | 5月27日  | 被盜疑團——警察VS權力的高牆 （盗まれた疑惑−警察vs権力の壁!）                             | 武田有起   | 北川雅一   | 10.0%  |
| 8                                                        | 6月3日   | 淚之Dandelion——不會讓你死去！ （涙のダンデライオン−あなたを死なせない!）                          | 森下直     | 吉田健     | 10.0%  |
| 9                                                        | 6月10日  | 再會了鍵福！我現在要將你拘捕 （さらば鍵福! あなたを逮捕します−）                           | 武田有起   | 竹村謙太郎 | 9.7%   |
| 10                                                       | 6月17日  | 女高中生扒手集團！被盜的商業機密——奪回父女間的親情 （女子高生スリ集団の危険なゲーム! 盗まれた企業秘密−父と娘の絆を取り戻せ!）     | 松本美弥子 | 北川雅一   | 9.4%   |
| 大結局                                                   | 6月24日  | 刑警的妻子被盜——怪盗百面相VS 3課！充滿眼淚的驚愕結局！ （盗まれた刑事の妻−怪盗百面相vs3課! 涙と衝撃の結末!） | 森下直     | 吉田健     | 9.7%   |
| 平均收視率：9.9%（收視率由Video Research於關東地區統計） |          |                                                             |            |            |        |

## 外部連結
- 小說單行本介紹頁 （页面存档备份，存于）（日語）
- 電視劇官方網站 （页面存档备份，存于）（日語）

| 日本TBS 週一懸疑劇院（） 星期一 20:00至20:54 | 日本TBS 週一懸疑劇院（） 星期一 20:00至20:54   | 日本TBS 週一懸疑劇院（） 星期一 20:00至20:54 |
| -------------------------------------------- | ---------------------------------------------- | -------------------------------------------- |
|                                              | 確証～警視廳搜查3課 （2013年4月15日－6月24日） |                                              |
| －                                           | 無名毒 （2013年7月8日－）                      |                                              |